# Carretera d'hivern

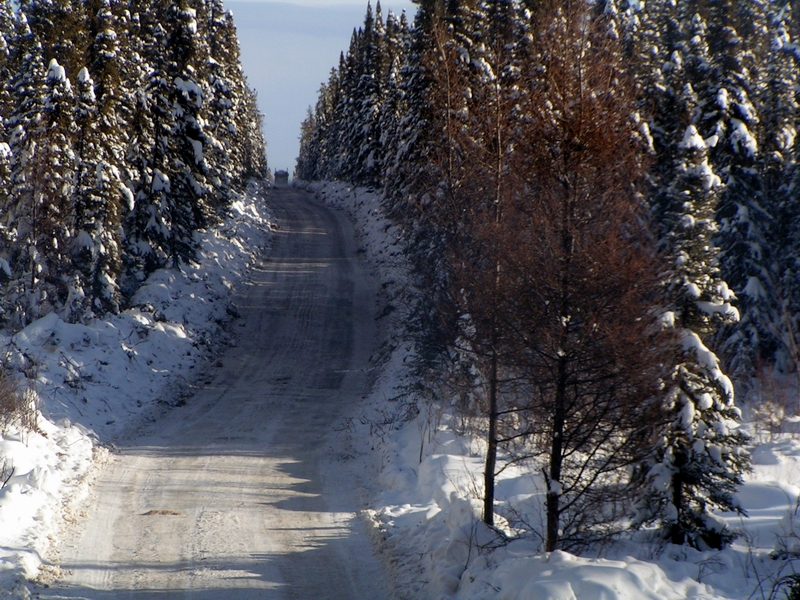
Carreters d'hivern al nord de la Colúmbia Britànica

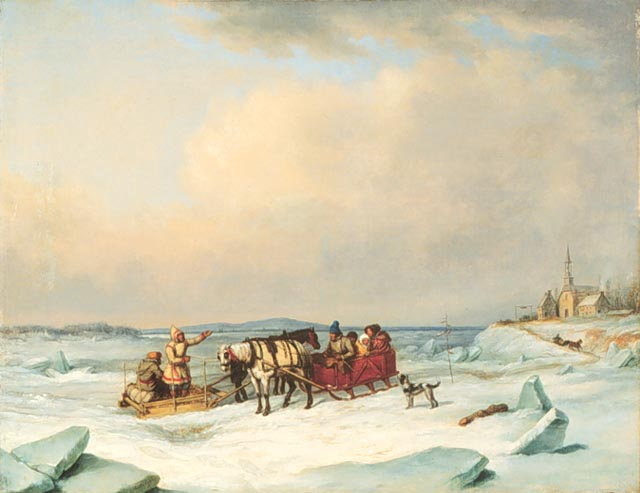
Vista d'un pont de glaç fet al.

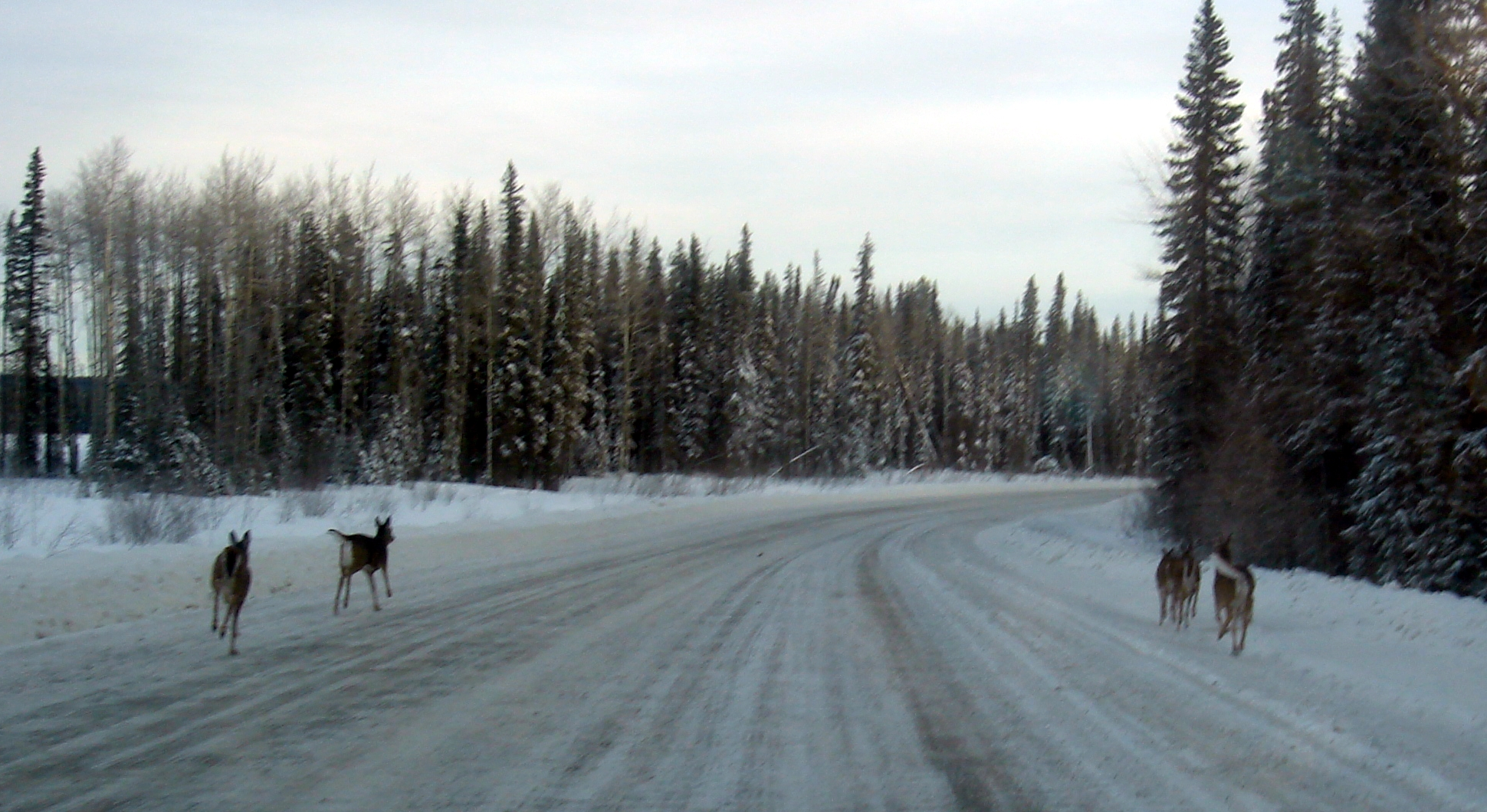
Carretera d'hivern al nord d'Alberta

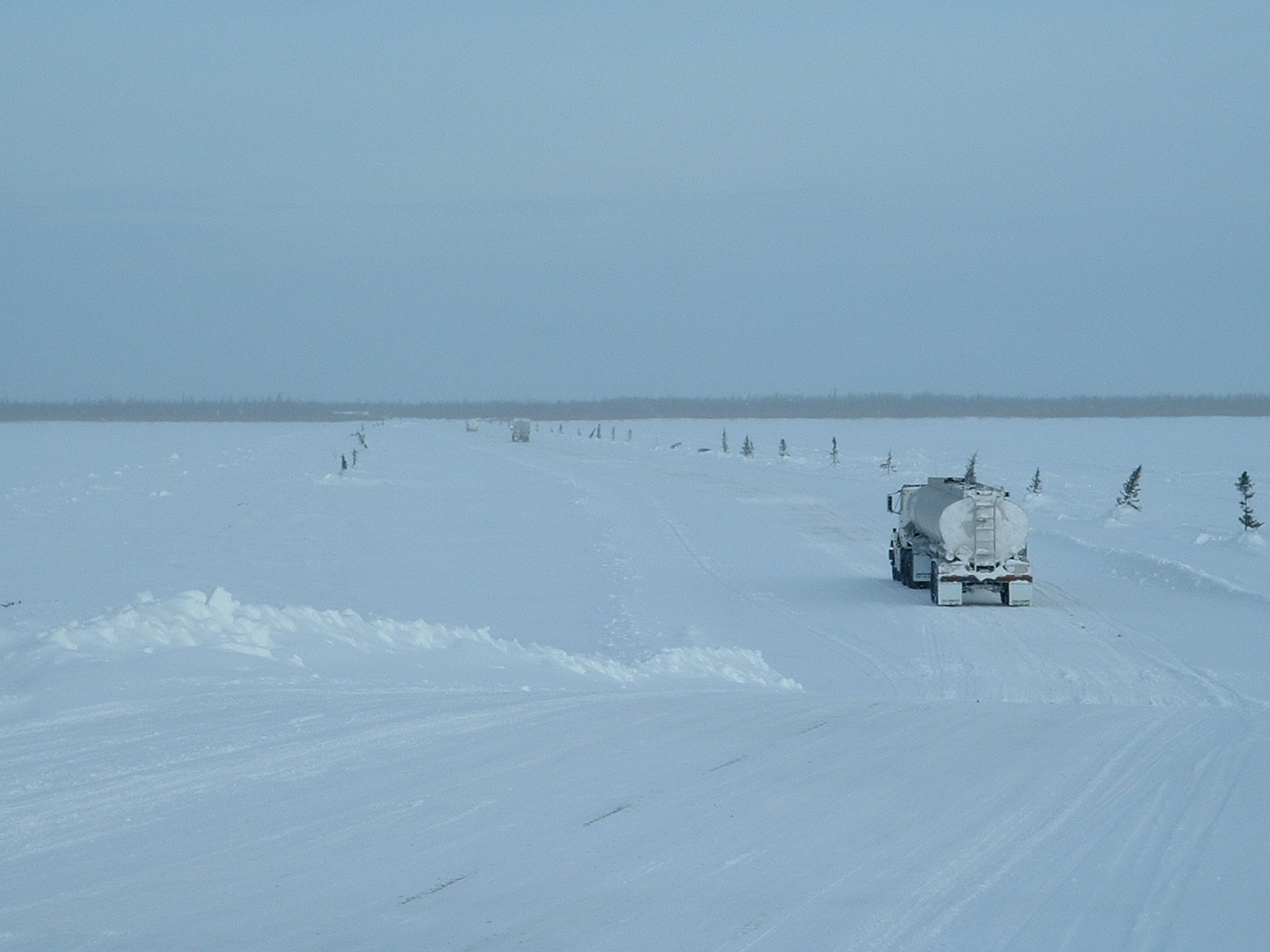
Carretera d'hivern travessant el riu Albany al nord d'Ontario

Les carreteres d'hivern són carreteres de gel temporals excavades en la neu i el gel. Faciliten el transport des de i cap a les poblacions sense carreteres permanents, es poden veure en les regions aïllades del nord del Canadà, Sibèria i la Rússia del nord i altres llocs.
Les carreteres d'hivern permeten portar béns a comunitats sense una carretera permanent per accedir-hi. En moltes d'aquestes comunitats es fa servir el transport aeri en altres temporades de l'any per aportar béns incloent aliments i subministraments, però el cost pot ser prohibitiu en el cas de productes a granel voluminosos com són els subministraments de la construcció i l'equipament pesant. Aquestes carreteres es construeixen generalment en zones on les carreteres permanents resulten cares pel fet de travessar molts rius i la presència de torberes. Amb la terra glaçada de l'hivern aquests obstacles són fàcils de travessar. La carretera glaçada és més econòmica que una carretera normal i tenen menys impacte en el medi ambient.
Les carreteres d'hivern es fan servir molt en el Canadà per les prospeccions de petroli del nord d'Alberta i la Colúmbia Britànica durant l'hivern i per l'accés a regions remotes incloent-hi les reserves índies del nord del Canadà.
Depenent de les regions, les carreteres d'hivern duren des de poques setmanes a diversos mesos abans que esdevinguin no circulables. Aquestes carreteres originàriament eren molt bastes i sovint només estaven dissenyades perquè hi circulessin només vehicles especialment adaptats. Actualment a la majoria hi circulen molts camions grossos però també vehicles més lleugers. Els vehicles grossos (semitràilers) van a una velocitat mitjana de 15 km/h i a més estan subjectes a mantenir distància entre camions quan passen per sobre de masses d'aigua glaçada. Els vehicles més lleugers no estan subjectes a les mateixes restriccions i poden sovint anar a mitjanes de 60 km/h en les millors condicions de la carretera.
A Suècia les carreteres d'hivern van permetre establir la seva gran indústria del ferro abans de la revolució del transport que més tard es va presentar amb la Revolució industrial.

## Ponts de glaç
Els ponts de glaç són els fabricats pels humans a partir d'aigua congelada i no són estructures permanents però permeten l'accés hivernal a les comunitats que no disposen de ponts permanents, els ponts de glaç es poden formar també de manera natural, com per exemple sobre el riu Sant Llorenç al Quebec, i s'han fet servir tradicionalment per permetre l'accés hivernal a comunitats aïllades pels cursos d'aigua. També s'han construït artificialment al Québec i Chicoutimi, amb la finalitat de permetre l'accés a Chicoutimi-Nord.